# Coal Fork (Virginia Occidental)
Coal Fork es un lugar designado por el censo ubicado en el condado de Kanawha en el estado estadounidense de Virginia Occidental. En el Censo de 2010 tenía una población de 1233 habitantes y una densidad poblacional de 92,53 personas por km².

## Geografía
Coal Fork se encuentra ubicado en las coordenadas 38°19′41″N 81°31′25″O / 38.32806, -81.52361. Según la Oficina del Censo de los Estados Unidos, Coal Fork tiene una superficie total de 13.33 km², de la cual 13.26 km² corresponden a tierra firme y (0.47%) 0.06 km² es agua.

## Demografía
Según el censo de 2010, había 1233 personas residiendo en Coal Fork. La densidad de población era de 92,53 hab./km². De los 1233 habitantes, Coal Fork estaba compuesto por el 98.86% blancos, el 0.32% eran afroamericanos, el 0% eran amerindios, el 0% eran asiáticos, el 0% eran isleños del Pacífico, el 0% eran de otras razas y el 0.81% pertenecían a dos o más razas. Del total de la población el 0.32% eran hispanos o latinos de cualquier raza.